# Història de l'electroquímica

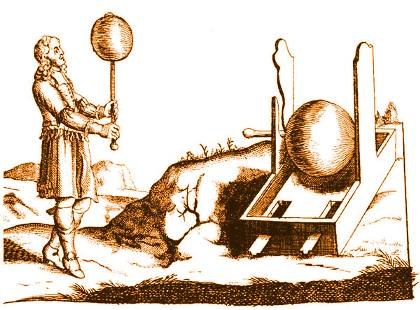
El físic alemany Otto von Guericke al costat del seu generador elèctric, mentre realitzava un experiment

La història de l'electroquímica, sent aquesta una branca de la fisicoquímica, va travessar per diversos canvis fins a la seva evolució des dels primers imants en els segles xvi i xvii, a teories més desenvolupades involucrant les càrregues elèctriques, conductivitat i modelatge matemàtic en el segle xix on el fenomen de l'electroquímica es va entendre millor per si mateix. En dècades recents l'electroquímica s'ha convertit en una àrea de contínua recerca, incloent les bateries generen corrent mitjançant la llum solar, mètodes de passivació i protecció de metalls, així com tècniques biològiques tan sofisticades com l'electroforesi.

## Inicis en el Renaixement i la il·lustració

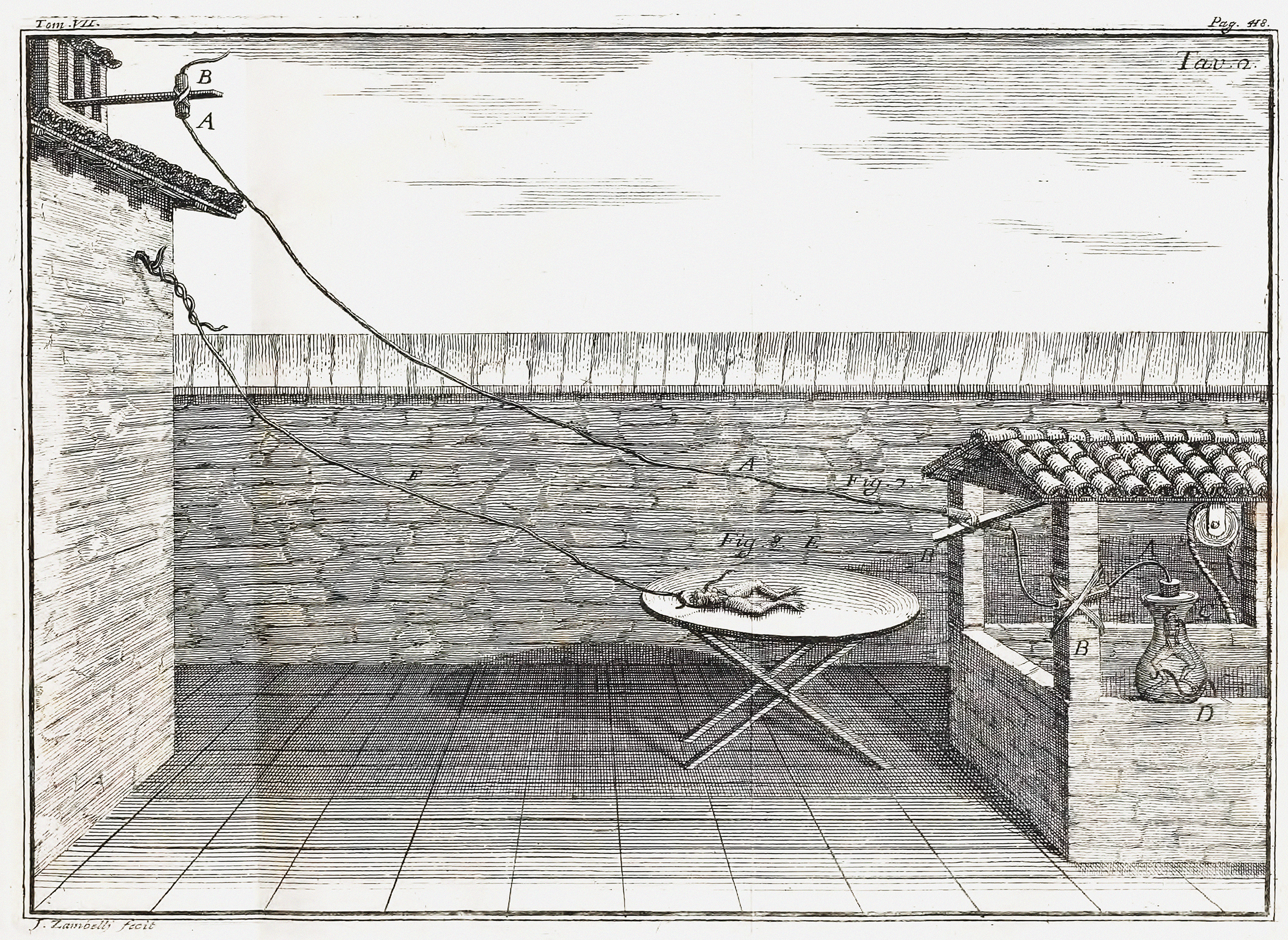
Diagrama de la dècada de 1780 de l'experiment de Galvani sobre les potes d'una granota

És molt difícil conèixer quan va tenir lloc el naixement de l'electroquímica, ja que hi ha evidències que indiquen, l'existència de bateries i acumuladors d'energia elèctrica, des de l'antiguitat. Estudis realitzats en els anys 1930 van demostrar l'existència de bateries en l'Imperi Part, que probablement van ser utilitzades per a l'electrodeposició o galvanitzat de peces metàl·liques. Tanmateix, no consta que les persones que utilitzaven aquests objectes que daten del segle iii dC coneguts com les bateries de Bagdad mai empressin raonaments científics o teories que poguessin explicar o entendre el fenomen que aprofitaven per als seus fins, de manera que no es pot parlar d'electroquímica.
Els antecedents importants en el desenvolupament de la teoria elèctrica van començar al segle xvi, amb els treballs del científic anglès William Gilbert, que va passar 17 anys experimentant amb el magnetisme i l'electricitat. Entregat totalment a la seva feina amb el magnetisme, Gilbert va passar a ser conegut com el  "Pare del magnetisme" . Gilbert va arribar a descobrir diversos mètodes per produir imants i fer-los més potents.
El 1663, el físic alemany Otto von Guericke va crear el primer generador elèctric, que produïa electricitat estàtica generant fricció amb la màquina. En aquest generador va emprar una esfera de sofre encapsulada concèntricament en una altra esfera de vidre, muntades sobre un eix. L'esfera es feia girar mitjançant una palanca, i es generava electricitat estàtica en forma d'espurna, quan una superfície de cautxú o goma, tocava l'esfera tot girant.
Cap a mitjans de 1700, el químic francès Charles François de Cisternay du Fay va anunciar que l'electricitat consistia en dos fluids: un vitri (del llatí per dir vidre), o positiu, i un resinós, o negatiu. Aquesta teoria dels dos fluids per a l'electricitat, es va oposar a la proposta per Benjamin Franklin (teoria d'un sol fluid).
Amb la introducció de les idees de Charles-Augustin de Coulomb sobre la atracció electroestàtica el 1781 i els estudis de Joseph Priestley a Anglaterra, es va aconseguir pavimentar el camí per al naixement científic de l'electroquímica.
En l'ambient convulsionat de la il·lustració de finals del segle xviii, l'anatomista i metge italià Luigi Galvani va marcar el naixement de l'electroquímica de manera científica en descobrir el fenomen de l'electricitat generada al tocar amb un escalpel les cuixes de granota i novament en tocar els extrems dels nervis emprant el mateix escalpel. Aquestes observacions les va publicar en el seu assaig  "De Viribus Electricitatis in Motu Musculari Commentarius"  (del Llatí per,  Comentari sobre l'efecte de l'electricitat en el moviment muscular ). És d'aquesta manera que el 1791 va proposar l'existència d'una substància  "nervi-elèctrica"  existent en tota forma de vida.
Galvani va pensar que aquesta nova força vital, era una nova forma de generació d'electricitat natural, a part de les ja conegudes per l'home com l'existent en els llamps o en alguns animals com l'anguila elèctrica o les rajades elèctriques. Els col·legues de Galvani acceptaven amb beneplàcit les seves idees. No obstant això un contemporani i compatriota, Alessandro Volta va rebutjar rotundament la idea que un fluid animal pogués generar electricitat. Volta va adduir que les cuixes de granota van respondre a la motilitat causa de les diferències pròpies del reveniment metàl·lic de l'escalpel que feu servir Galvani, a part de la seva composició i rossor. Galvani va refutar les crítiques de Volta obtenint la mateixa acció muscular amb dues peces del mateix material.

## Avenços en la revolució industrial

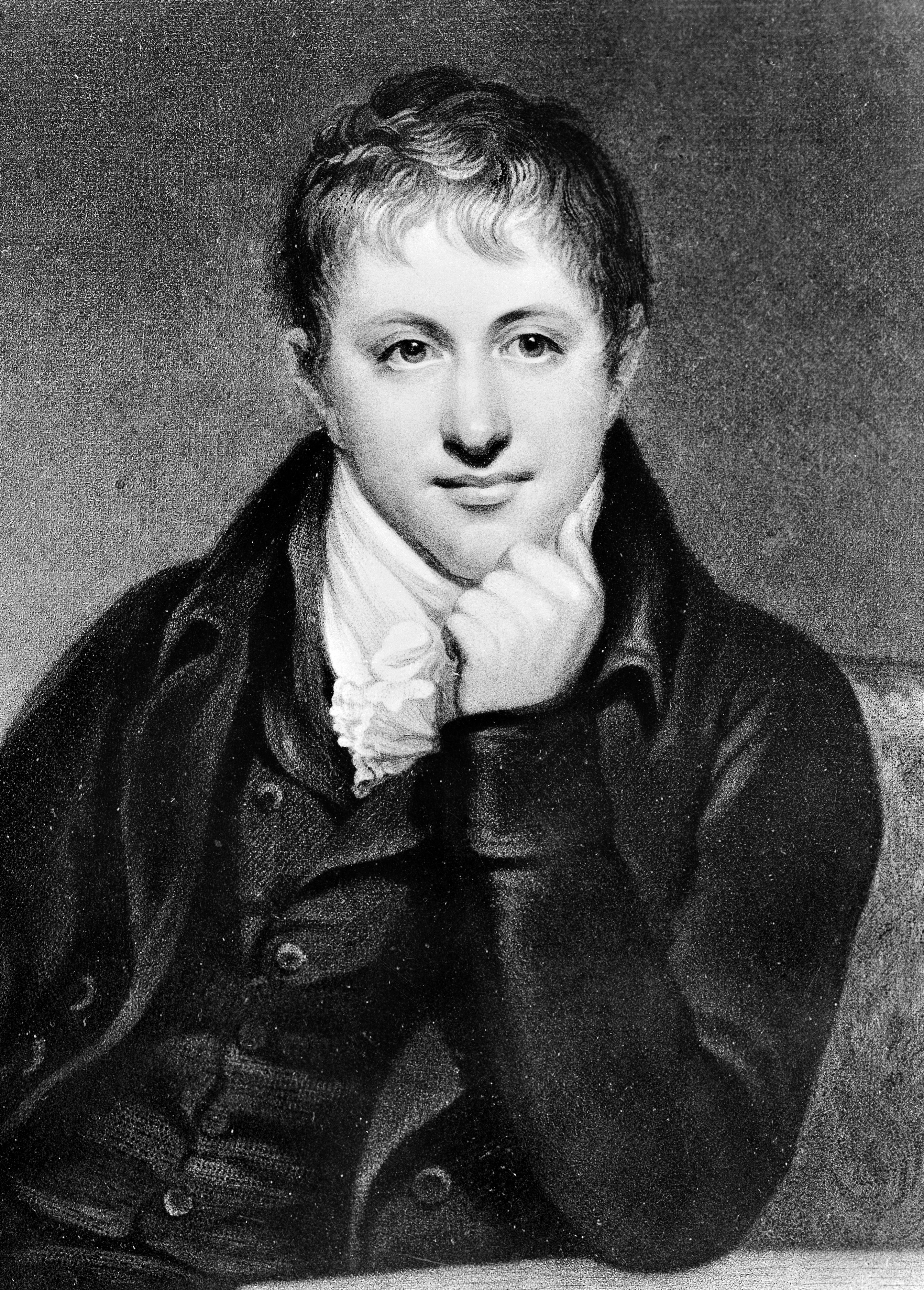
Retrat de Humphry Davy el 1800.

El 1800, els químics anglesos William Nicholson i Johann Wilhelm Ritter van tenir èxit en aconseguir descompondre l'aigua en hidrogen i oxigen mitjançant l'electròlisi. No molt de temps després, Ritter va descobrir el procés de la galvanoplàstia.
Ritter va observar que la quantitat de metall dipositat il'hidrogen produït durant el procés electrolític depèn de la distància entre els elèctrodes. El 1801, Ritter va observar el fenomen de la termoelectricitat i va anticipar el camí per al descobriment final del fenomen per part Thomas Johann Seebeck.
Els experiments van continuar per la resta de les primeres dècades del segle xix, el 1810 el William Hyde Wollaston va aconseguir millorar la pila de Volta.
El treball de Humphry Davy amb l'electròlisi va aconseguir establir en aquesta mateixa dècada que la producció d'electricitat en les cel·les electroquímiques resultava de la reacció química en combinació amb substàncies de càrregues oposades. Aquest treball li va permetre aïllar el sodi i el potassi a partir de les seues sals com la halita i la silvita i altres compostos de metalls alcalinoterris.
Els avenços en el camp de l'electromagnetisme no es van fer esperar i el 1820 Hans Christian Ørsted va descobrir l'efecte de l'efecte electromagnètic d'un corrent elèctric, que va ser reconegut com un dels avenços més importants en l'àmbit de l'electricitat en la seva època. Més tard André-Marie Ampère va repetir l'experiment d'Oersted i el va aconseguir formular matemàticament.
Gairebé en finalitzar la dècada s'hi van sumar més científics que van aconseguir fer diverses aportacions a la teoria de l'electricitat com un suport matemàtic per a l'electroquímica, entre ells Georg Ohm i la llei que porta el seu nom el 1827.
Això va aconseguir concretar la base perquè el 1832 Michael Faraday pogués reproduir els experiments de Nicholson, Ritter, Davy i Seebeck i pogués establir les dues lleis més importants de l'electròlisi (vegeu llei de Faraday).
El 1836 John Daniell va inventar la primera cel·la el electroquímica on no era necessària la intervenció de l'hidrogen (tal com succeïa en la bateria de Volta emprant HCl), la qual cosa va donar pas al naixement de la bateria de zinc i coure. Les cel·les de combustible també van veure la llum en aquesta mateixa època, quan William Grove en va fabricar la primera el 1839.
El desenvolupament més important en electroquímica va succeir gairebé 30 anys després quan el 1866 Georges Leclanché va patentar una pila que feia servir carbó i era menys voluminosa que les seves predecessores. La seva invenció es va convertir en l'antecedent per al naixement de la pila més usada en la història, la pila de zinc-carboni.
El 1886, Paul Héroult i Charles M. Hall van aconseguir desenvolupar un mètode molt important per obtenir alumini metàl·lic emprant els mètodes usats per Michael Faraday. Procés que s'usa en l'actualitat per obtenir l'alumini a partir de la bauxita o del corindó. (Vegeu procés Hall-Héroult).
En finalitzar el segle xix, científics prominents van aconseguir establir noves teories gràcies a les aportacions de l'electroquímica, Svante August Arrhenius va enunciar la seva llei de la dissociació electrolítica mitjançant una tècnica de conductivitat publicada el 1884 com  Recherches sur la conductibilité galvanique des Electrolytes  (Investigacions de la conductivitat galvànica en els electròlits). Aquesta investigació va demostrar que els electròlits dissolts en aigua es dissocien en espècies elèctricament diferents i migren a cada un dels elèctrodes. Més tard, el 1894, Friedrich Ostwald va concloure el mateix en la dissociació dels àcids orgànics.
Walther Hermann Nernst va desenvolupar la teoria de la força electromotriu o "fem" de les cel·les voltaiques el 1888. Un any després, en analitzar la implicació de l'energia lliure en el procés, va aconseguir establir el que avui dia es coneix com a equació de Nernst.n.

## Experiment de Faraday al Tàmesi
Faraday va realitzar en el pont de Waterloo al riu Tàmesi el 1832, un experiment que consistia en un galvanòmetre connectat a dos cables de coure que s'estenien cap als costats del pont i després baixaven a l'aigua amb els extrems connectats a unes plaques, per provar la seva hipòtesi que el flux de l'aigua del Tàmesi a través del camp magnètic terrestre generava un dèbil corrent elèctric. Faraday va intuir que havia de fluir un corrent elèctric a través de les plaques situades en angle recte al corrent del riu. Malauradament, quan Kelvin va voler provar la seva idea, no va poder detectar cap corrent. Apart de que el llit del riu curtcircuitava bona part del senyal, no es va obtenir cap resultat concloent, atès que el corrent generat en un camp tan feble i amb un conductor no gaire bo, seria difícil de mesurar fins i tot amb els instruments més sofisticats d'avui dia. El principi però, era cert i va ser demostrat posteriorment, per les proves a gran escala fetes amb el cable telegràfic submarí que van ser capaces de detectar aquest corrent, i de fet, avui dia es fa servir en els cabalímetres magnètics i les corredores nàutiques electròniques.

## Segle XX i avenços posteriors
El segle xx va veure el naixement de la societat electroquímica el 1902. Una de les contribucions més importants de l'electroquímica va tenir lloc el 1909, amb l'experiment de la gota de Millikan, que va servir de base perquè Robert Andrews Millikan aconseguís determinar la càrrega elèctrica de l'electró mitjançant aquest famós experiment.
El 1923 Johannes Nicolaus Brønsted i Thomas Martin Lowry van publicar la teoria d'àcids i bases emprant cel·les electroquímiques, amb el mateix estil que Arrhenius en el segle anterior.
El camp biològic i mèdic va veure avenços el 1937, quan Arne Tiselius va desenvolupar el primer aparell sofisticat d'electroforesi. Anys més tard (el 1948) rebria el Premi Nobel de Química pel seu treball en l'electroforesi de proteïnes.
El 1949 es va fundar la Societat internacional d'electroquímica, entre 1960 i 1970 es va desenvolupar una nova subdisciplina de la química quàntica en crear-se l'electroquímica quàntica desenvolupada per Revaz Dogonadze i els seus estudiants a Iugoslàvia. Més tard aquesta disciplina seria més coneguda pels treballs de Rudolph A. Marcus als EUA el 1990.